# الکساندر بلسین
الکساندر بلسین (انگلیسی: Alexander Blessin؛ زادهٔ ۲۸ may ۱۹۷۳ (۵۲ سال)) بازیکن فوتبال سابق اهل آلمان است که در پست مهاجم بازی می‌کرد.
از باشگاه‌هایی که در آن بازی کرده‌است می‌توان به باشگاه فوتبال آنتالیااسپور، باشگاه فوتبال اشتوتگارت، باشگاه فوتبال هوفنهایم، باشگاه فوتبال یان رگنسبورگ، و اشپورت فقاند زیگن اشاره کرد.